# Centcames
Centcames o centpeus (mare d'alacrà a Altea o mare centcames a Pego i Sanet ) és el nom comú de diverses espècies de miriàpodes de la classe dels quilòpodes. El nom deriva d'una de les característiques més notables d'aquests animals, la possessió de nombrosos parells de potes, per bé que el nombre de potes no arriba mai a 100, sinó que oscil·la entre 15 i 23 parells, és a dir, entre 30 i 46 potes.

El terme centcames (o centpeus) no té cap validitat en taxonomia, ja que sota aquesta denominació s'agrupen diferents famílies de quilòpodes no relacionades entre si.
Existeix una denominació anàloga, la de milpeus, que s'aplica a les espècies de diplòpodes (uns altres miriàpodes) amb cos allargat i cilíndric.

## Morfologia externa
El cos dels centcames consta d'un cap petit seguit d'un tronc subdividit en molts segments. Al cap hi trobem les antenes sensorial, les peces bucals i, a vegades, els ulls simples, per bé que hi ha diverses espècies cegues. Les potes del primer segment del tronc estan molt modificades i transformades en dos forts ullals associats a una glàndula verinosa, de manera que els centpeus són animals verinosos; això no obstant, les espècies de casa nostra no representen cap perill per a les persones.

## El principals centpeus
Als Països Catalans, els centcames es reparteixen principalment en dos grups:
- Litobiomorfs. Inclou els centcames amb 15 parells de potes.
- Escolopendromorfs. Inclou els centcames amb 21 a 23 parells de potes. Dins aquest grup s'inclouen les escolopendres, els centcames més grans a casa nostra, que poden infringir una mossegada molt dolorosa, però en cap cas mortal, com de vegades s'exagera.[1]